# Fosse d'Okinawa
La fosse d'Okinawa est une fosse océanique situé en mer de Chine orientale, au nord-ouest de l'archipel Nansei, dont fait partie l'archipel Okinawa (Japon).
La fosse d'Okinawa a une profondeur maximale de 2 716 mètres.